# Приставка (лингвистика)
Приста́вка, пре́фикс (лат. praefixus) — значимая часть слова, стоящая перед его корнем и дополняющая или изменяющая смысл слова.
Приставки используются во многих языках и нередко происходят от предлогов, следовательно, имеют такое же (или близкое) значение, что и соответствующий предлог.

## Русский язык
Приставки русского языка делятся на три группы.
Приставки первой группы всегда пишутся одинаково, независимо от следующей морфемы. Это приставки: в- (во-), взо-, вне-, внутри-, возо-, вы-, до-, еже-, за-, зако-, изо-, испод-, к-, кое-, ку-, меж- (междо-, между-), на-, над- (надо-), наи-, не-, недо-, ни-, низо-, о-, об- (обо-), около-, от- (ото-), па-, пере-, по-, под- (подо-), поза-, после-, пра-, пред- (преди-, предо-), про-, противо-, разо-, с- (со-), сверх-, среди-, су-, сыз-, тре-, у-, споза-.
Приставки второй группы — все приставки, оканчивающиеся на З и С (кроме приставки с-), которые перед гласными, звонкими согласными и звуком [й] пишутся через З, в остальных случаях (перед глухими согласными) — через С: без-/бес-, вз-/вс-, воз-/вос-, из-/ис-, низ-/нис-, обез-/обес-, раз-/рас-, роз-/рос-, через-/черес- (чрез-/чрес-), небез-/небес-
Приставки, относящиеся к третьей группе: пре- и при-.
В российской школьной традиции приставка указывается значком ¬ над ней.
А. И. Кузнецова и Т. Ф. Ефремова в своём «Словаре морфем русского языка» приводят в общей сложности 66 приставок (в том числе 10 приставок с чередующимся согласными з/с).